# جو كليفورد فاوست
جو كليفورد فاوست (بالإنجليزية: Joe Clifford Faust)‏ (1957، ويليستون في الولايات المتحدة)؛ صحفي وروائي أمريكي.